# Cavalera Conspiracy
Cavalera Conspiracy est un groupe de heavy metal américain, originaire de Phoenix, dans l'Arizona. Il est formé par les frères brésiliens Cavalera : Max au chant et à la guitare, et Igor Cavalera à la batterie. Le groupe est complété par le guitariste Marc Rizzo et le bassiste Johny Chow. Cavalera Conspiracy se forme en 2007 en tant qu'Inflikted, nom qui doit être modifié à la suite de conflits juridiques. La création du groupe marque la fin d'une querelle de 10 ans entre les deux frères Cavalera, qui avaient déjà fondé Sepultura au début des années 1980.
Max forme Soulfly après son départ de Sepultura. Son frère Igor enregistre quatre autres albums studio avec Sepultura avant de quitter le groupe à son tour en janvier 2006. Quelques mois plus tard, Max propose à son frère d'effectuer un concert de Soulfly. Igor rejoint alors Soulfly en concert et interprète deux chansons de Sepultura. Après le concert, Max et Igor décident de commencer un nouveau projet. Pour compléter le groupe, Max recrute Marc Rizzo à la guitare solo et Joe Duplantier, chanteur de Gojira, à la guitare basse. Le groupe enregistre son premier album, Inflikted, avec l'aide du coproducteur Logan Mader (ex-Machine Head) en juillet 2007. L'album tire son titre du nom original du groupe.

## Biographie

### Racines

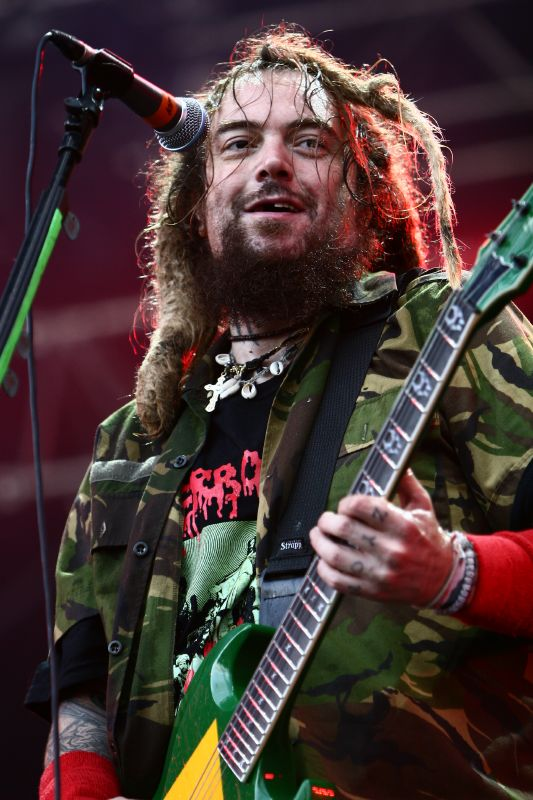
Max déclare que son départ de Sepultura était la pire décision qu'il avait faite dans sa vie.

Le 16 août 1996, le beau-fils de Max Cavalera, Dana Wells, meurt dans un accident de voiture à l'âge de 21 ans à Phoenix, en Arizona. À l'époque, Max Cavalera était encore le chanteur de Sepultura et il était en tournée promotionnelle de son sixième album studio, Roots, en Angleterre en support de Ozzy Osbourne. Après avoir entendu les nouvelles, Ozzy et sa femme Sharon Osbourne louent un avion privé pour prendre Cavalera et son épouse et manager, Gloria, afin qu'ils puissent retourner aux États-Unis. Après l'enterrement, Max retrouve Sepultura, ayant déjà repris sa tournée européenne. Après un concert à guichets fermés à Brixton Academy, le 16 décembre sort Under a Pale Grey Sky. Le batteur Igor Cavalera, le guitariste Andreas Kisser et le bassiste Paulo Jr. mettent fin au contrat de Gloria et embauchent un nouveau directeur pour Sepultura. La raison évoquée lors de la rupture du contrat mentionnait que Gloria portait plus d'attention à Max qu'au groupe en lui-même. Le trio a tout de même laissé entendre que Gloria pourrait continuer en tant que manager personnel de Max, mais que quelqu'un d'autre pouvait s'occuper du groupe. Gloria refuse et Max se sent alors trahi par ses camarades, en particulier par son frère.
Max décide alors de quitter Sepultura, comme il l'évoque dans une interview avec Revolver ; Max y explique que Gloria a travaillé pour Sepultura gratuitement pendant 2 ans, pour soutenir des artistes en qui elle croyait. En désaccord avec les autres membres de Sepultura, Max déclare : "Si on commence comme ça, je m'en vais. J'ai démissionné. Je ne peux pas porter un masque et poignarder dans le dos un tas de gens qui me font confiance." Plus tard, Max précisera que c'était la décision la plus difficile qu'il a eu à prendre de sa vie.
Son départ de Sepultura provoque une querelle de 10 ans entre les deux frères Cavalera. Pendant cette période, Max forme un nouveau groupe, Soulfly, qui sort sept albums studio. Igor continue en tant que batteur de Sepultura et enregistre quatre albums en studio avant de partir en janvier 2006 pour travailler sur son projet électronique, Mixhell, et passer plus de temps avec sa famille.
En juillet 2006, alors en tournée avec Soulfly, Max reçoit un appel inattendu de son frère ; à la fin de la conversation, Max invite Igor à lui rendre visite à Phoenix pour le dixième anniversaire du D-Low, un spectacle commémoratif annuel pour Dana. Lors du concert, Igor rejoint Soulfly et interprète deux chansons de Sepultura, "Roots Bloody Roots" et "Attitude", dont Dana avait écrit les paroles. Dans une interview avec Tchad Bowar pour About.com, Max déclare que la performance a été "la naissance de Cavalera Conspiracy". Après le concert, Max suggère de commencer un nouveau projet après la tournée de Soulfly. Max a plus tard avoué a Bowar qu'il avait menti à Igor lorsqu'il lui a dit que toutes les chansons étaient prêtes alors qu'il n'en avait fini seulement qu'une.

### Nom
Avant de parler à son frère de son projet de groupe, Max avait écrit une chanson intitulée Inflikted, inspiré par la visite de Sepultura en 1992 en Indonésie où ils ont vu un « rituel fou »[pas clair]. Max déclare que Inflikted était censée apparaître sur le sixième album de Soulfly, Conquer, mais il voulait faire la chanson avec Igor. Pour des raisons légales, Inflikted ne pouvait pas être utilisé comme nom du groupe ; Igor propose alors Cavalera Conspiracy, et Max aime ce nom.

### Inflikted(2007-2009)

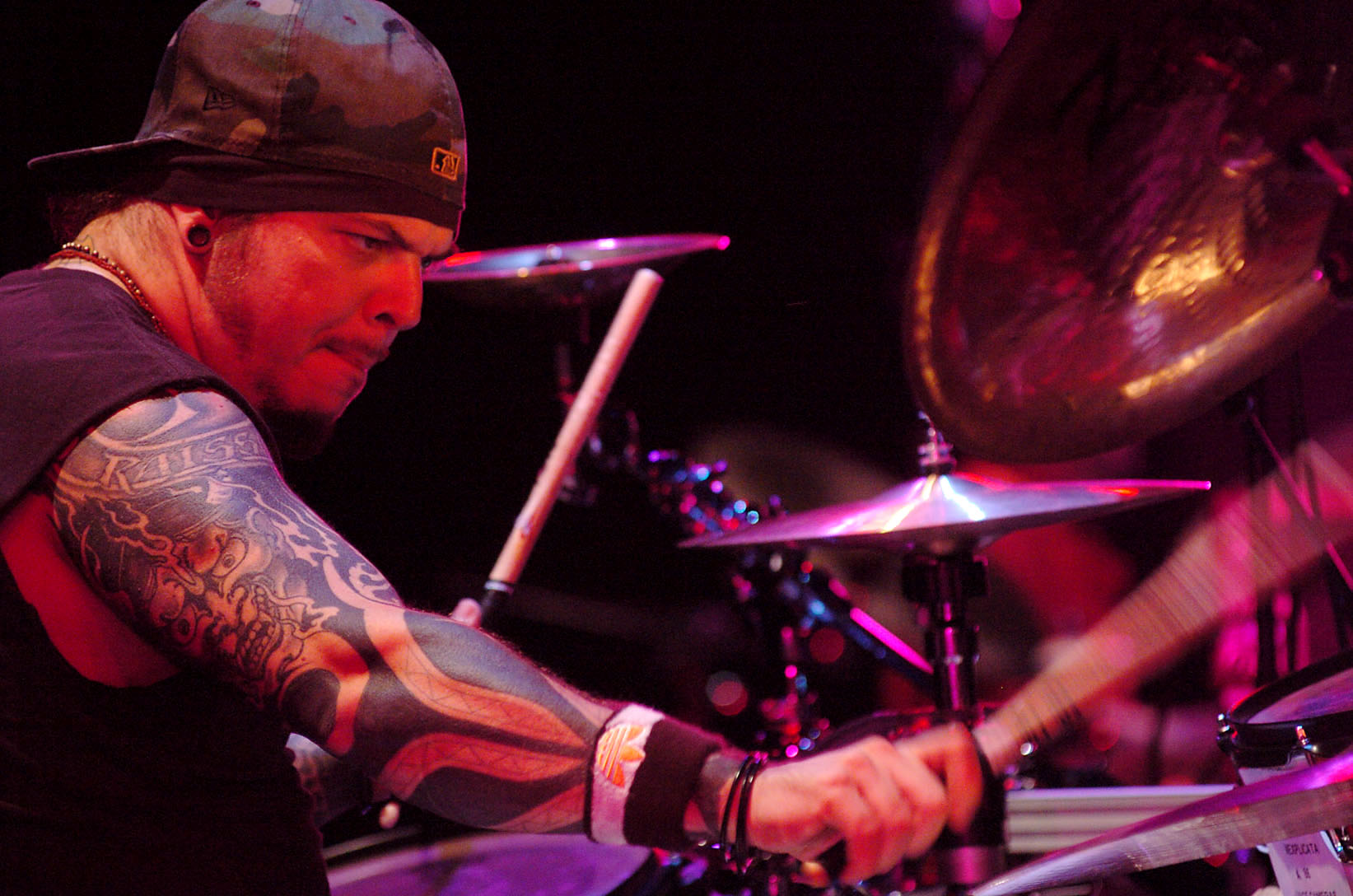
En 2006, Igor quitte Sepultura, commence à travailler sur son projet de DJ, et passe plus de temps avec sa famille.

Pour compléter le groupe, Max choisit le guitariste de Soulfly Marc Rizzo et le chanteur de Gojira Joe Duplantier. Il choisit Rizzo parce qu'ils « jouaient ensemble dans Soulfly et musicalement, nous sommes comme des frères jumeaux. » Max propose à Rizzo de remonter aux racines du thrash metal du milieu des années 1980, ce qu'il a fait avec Sepultura. Max déclare que Duplantier était l'idée de Gloria, alors qu'il ne le connaissait pas du tout. Il ajoute : « Nous n'avions aucune idée de qui était ce gars, il est d'un autre continent et nous ne parlons pas français. »
En juillet 2007, le groupe enregistre son premier album dans les studios de Fossoyeuse dans Los Angeles avec l'ingénieur et coproducteur Logan Mader(qui a joué dans Soulfly pendant un an après avoir quitté Machine Head en 1999). L'album comprend des apparitions comme le bassiste Rex Brown sur la chanson Ultra-violent et le beau-fils de Max, Ritchie Cavalera, au chant sur Black Ark. Inflikted sort chez Roadrunner Records le 25 mars 2008,. Commercialement, Inflikted n'est pas un grand succès, atteignant des positions modérées sur les chartes. L'album atteint le top 30 en Autriche, en Finlande et en Allemagne, et le top 40 en Australie et en Belgique. Après avoir vendu plus de 9000 exemplaires lors de sa première semaine, Inflikted a atteint la 72e position sur le Billboard 200.
Le Infliktour débute le 30 mai 2008, lorsque Cavalera Conspiracy joue son premier concert officiel à l'Electric Weekend Festival à Madrid, en Espagne. Duplantier ne peut pas jouer avec le groupe lors de la tournée, préférant enregistrer le quatrième album de Gojira ; il est alors remplacé par Johny Chow de Fireball Ministry. Entre juin et mi-juillet 2008, le groupe se produit dans plusieurs festivals, dont le Pinkpop Festival, Rock am Ring et Rock im Park, Download Festival Graspop Metal Meeting, Eurockéennes parmi tant d'autres.

### Blunt Force Trauma(2009-2012)
En octobre 2009, Max et Igor travaillent sur le second album de Cavalera Conspiracy.
Cavalera Conspiracy entre en studio en avril 2010 pour commencer l'enregistrement du second album. En mai 2010, le groupe termine l'enregistrement avec le producteur Logan Mader, en coproduction avec Max. Cavalera Conspiracy recrute le bassiste Johny Chow pour jouer de la basse sur l'album. À la fin de l'enregistrement, Roadrunner Records confirme que le nouvel album du groupe ne sortirait pas avant début 2011.
Le 16 novembre 2010, dans un article sur blabbermouth.net, le titre du deuxième album est révélé : Blunt Force Trauma. Sa sortie est annoncée pour le 29 mars 2011, et la liste des titres de l'album est également dévoilée.

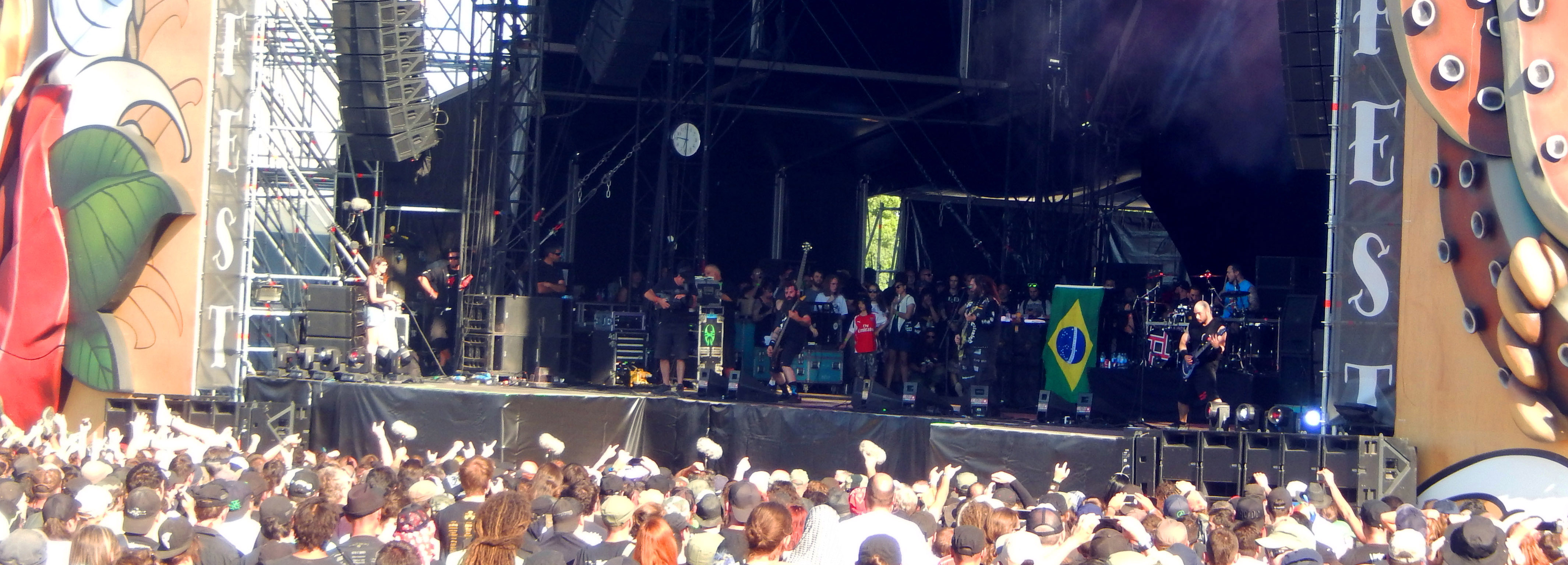
Cavalera Conspiracy au Hellfest 2015

### Pandemonium(depuis 2013)

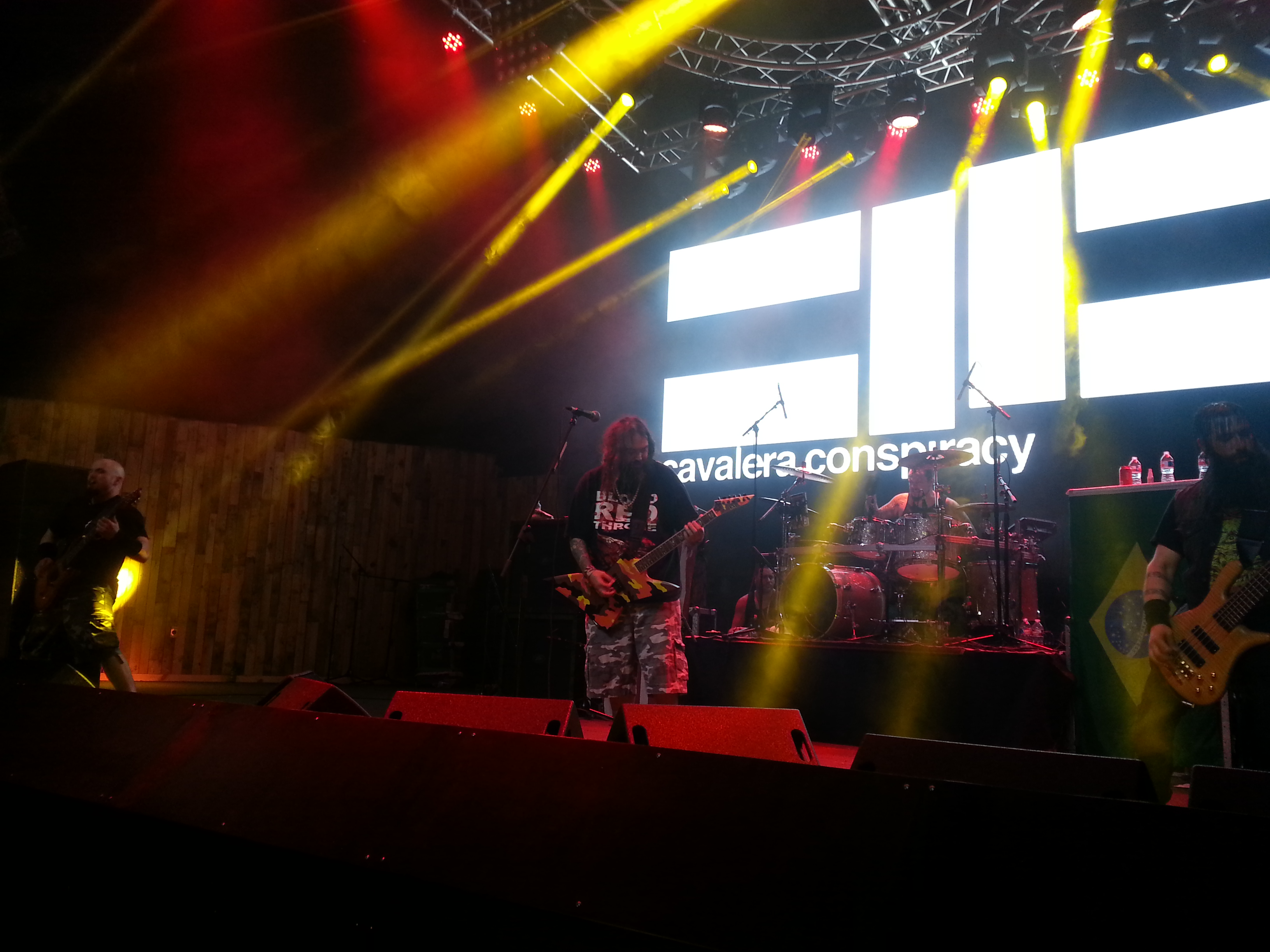
Cavalera Conspiracy sur scène en 2015.

À la fin de l'année 2013, Max, Igor et Marc entrent en studio en compagnie de Nate Newton (Converge) et commencent à enregistrer pour un troisième album studio du groupe. Intitulé Pandemonium, il est produit par John Gray, qui a déjà travaillé auparavant avec Max et Soulfly, et est publié le 4 novembre 2014 sur le label Napalm Records. Il est décrit par le producteur et le leader du groupe comme « plus puissant que les précédents ». Une première chanson, Banzai Kamakazi, est dévoilée sur la plateforme audio SoundCloud à la mi-août, avant qu'une seconde, Babylonian Pandemonium, ne suive fin octobre, accompagnée d'un clip.
Fin 2016 les frères Cavalera, accompagnés de Marc Rizzo et Johny Chow, tournent sous le nom de Max & Iggor Cavalera - Return to Roots à l'occasion du vingtième anniversaire de l'album Roots de Sepultura.
Le 17 novembre 2017, Cavalera Conspiracy sort son 4e album, Psychosis.

## Style musical
Les chansons sont brutes et simples, mais ornées de pistes de batterie syncopées, de développements de guitares expérimentaux, et de fioritures inspirées par l'amour de Max pour le reggae et la fascination d'Igor pour la culture DJ. Le chant est primitif et sauvage, enhardi par un sentiment d'urgence qui concilie le désespoir, la rage, et la célébration.
Sur Inflikted, Max était auteur-compositeur du groupe et parolier. Au moment de l'enregistrement de l'album, il regardait les quatre mêmes films presque tous les jours : Apocalypse Now, La Cité de Dieu, Orange mécanique et La Haine.

## Membres

### Membres actuels
- Max Cavalera - chant, guitare rythmique (depuis 2007)
- Igor Cavalera - batterie, percussions (depuis 2007)
- Marc Rizzo - guitare solo (depuis 2007)
- Nate Newton - basse (depuis 2013)

### Anciens membres
- Joe Duplantier - basse (2007-2008)
- Johny Chow - basse (2008-2013)

## Discographie
- 2008 : Inflikted
- 2011 : Blunt Force Trauma
- 2014 : Pandemonium
- 2017 : Psychosis